# Angolas Kommunistparti
Angolas Kommunistparti (portugisisk: Partido Comunista Angolano (PCA)) var et politisk parti i Angola. Det blev grundlagt i 1955 under indflydelse af det portugisiske kommunistparti. PCA blev ledet af brødrene Mário Pinto de Andrade og Joaquim Pinto de Andrade, som var katolsk præst. 
I december 1956 gik partiet sammen med Movimento Popular de Libertação de Angola.
| Politisk parti | Spire Denne artikel om et politisk parti eller gruppe er en spire som bør udbygges. Du er velkommen til at hjælpe Wikipedia ved at udvide den. |